# Sveriges statsskuld

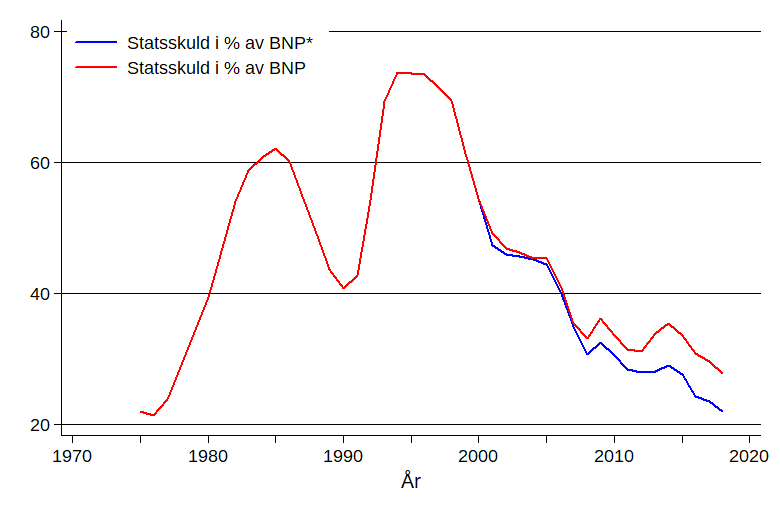
Sveriges statsskuld i procent av BNP 1975-2017 inklusive en prognos för 2018 av Riksgälden. * = inklusive vidareutlåning och penningmarknadstillgångar.

Sveriges statsskuld uppgick 30 november 2018 till 1 210 miljarder. 31 juli 2015 var den över 1 381 miljarder kronor och då 36 % av BNP. Vid slutet av 2018 motsvarade statsskulden cirka 30 procent av bruttonationalprodukten, en minskning från 74 procent 1995. 85 procent av skulden utgörs av svenska kronor, resten är upplånade i utländsk valuta. Riksgälden har ansvar för att förvalta den svenska statsskulden och tar upp lån genom att ge ut skuldsedlar, främst obligationer.
Sedan krisen på 1990-talet då statsskuldens andel av BNP uppgick till över 70% har den sjunkit till under 30% år 2018. 
Staten lånar också själv ut pengar. Skillnaden, den så kallade nettoskulden var år 2006 19 procent av BNP. Kommunsektorn och socialförsäkringssystemen som här inte räknas in har betydligt större tillgångar än skulder. Skulle dessa räknas in skulle Sverige ha en nettotillgång.